# Юдино (Залегощенский район)
Ю́дино — деревня в Залегощенском районе Орловской области России. Входит в состав Моховского сельского поселения.

## География
Деревня находится в центральной части Орловской области, в лесостепной зоне, в пределах центральной части Среднерусской возвышенности, на левом берегу реки Оптушка, на расстоянии примерно 26 км (по прямой) к западу от посёлка городского типа Залегощь, административного центра района. Абсолютная высота — 253 м над уровнем моря.
Часовой пояс
Деревня Юдино, как и вся Орловская область, находится в часовой зоне МСК (московское время). Смещение применяемого времени относительно UTC составляет +3:00.

## Население
| 2010 |
| ---- |
| 1    |

Национальный состав
Согласно результатам переписи 2002 года, в национальной структуре населения русские составляли 100 % из 3 чел.